# Prins Maximilian af Liechtenstein
Prins Maximilian Nikolaus Maria af Liechtenstein (født 16. maj 1969 i Sankt Gallen) er den anden søn af Hans-Adam II og prinsesse Marie.